# Opletka

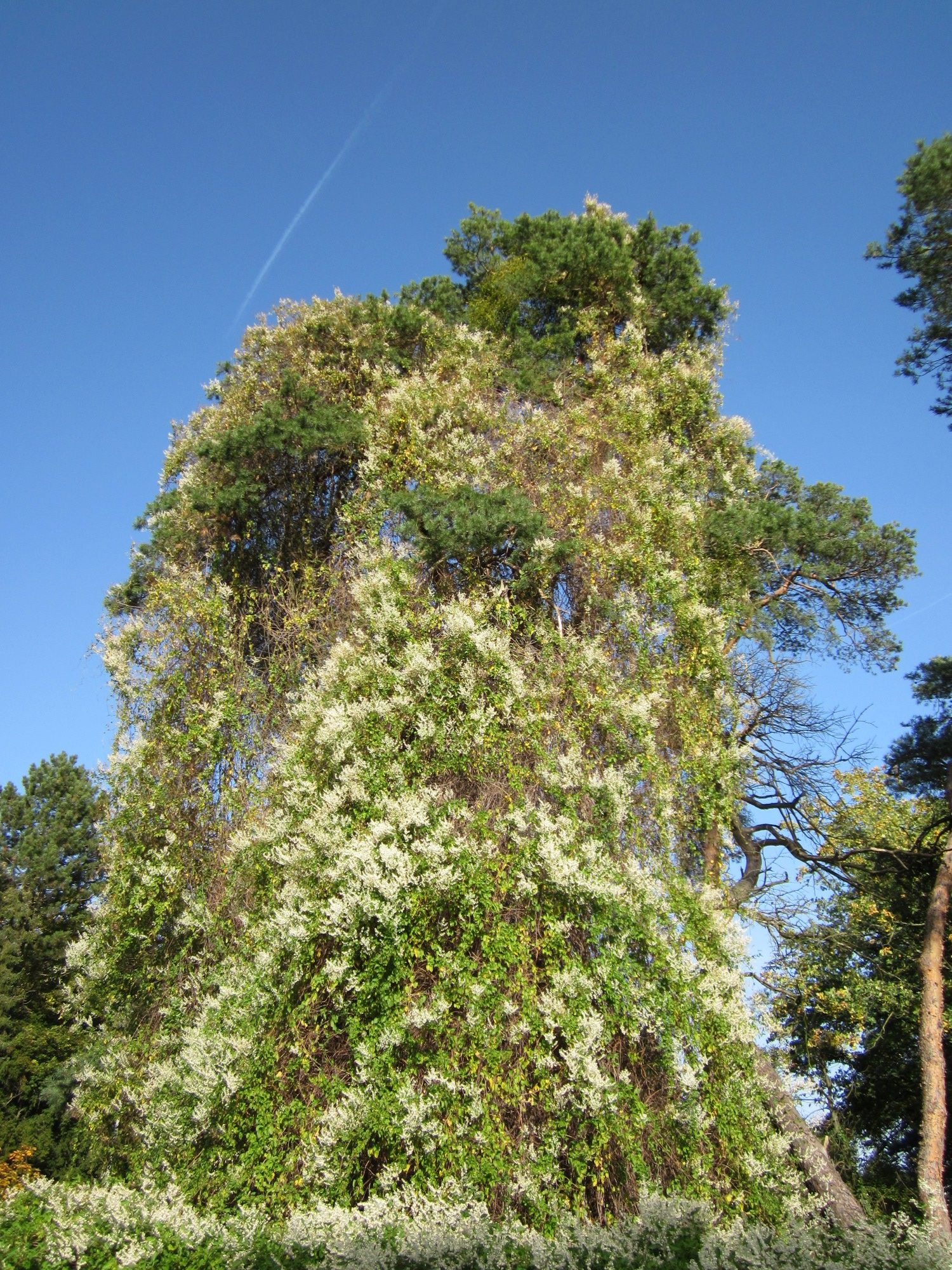
Opletka čínská porůstající borovici

Opletka (Fallopia) je rod rostlin z čeledi rdesnovité. Zahrnuje asi 7 až 14 druhů a je rozšířen v mírných oblastech severní polokoule. Opletky jsou ovíjivé byliny i polodřevnaté liány s jednoduchými listy a drobnými bílými nebo růžovými květy. V České republice rostou dva druhy, opletka obecná a opletka křovištní. Mimo to je jako okrasná dřevina pěstována opletka čínská.

## Popis
Opletky jsou jednoleté nebo vytrvalé ovíjivé byliny a polodřevnaté liány. Lodyhy jsou oblé nebo hranaté, ovíjivé nebo řidčeji poléhavé. Listy jsou jednoduché, řapíkaté, střídavé, vejčité nebo srdčité, celokrajné. Palisty jsou srostlé v trubkovitou pochvu objímající stonek. Pochva je na vrcholu šikmá nebo uťatá. Květy jsou nejčastěji bělavé nebo narůžovělé, oboupohlavné, drobné, uspořádané v úžlabních nebo vrcholových, hroznovitých nebo latovitých květenstvích. Okvětí je složené z 5 na bázi srostlých, nerozlišených okvětních lístků, 3 vnější lístky bývají větší a vně jsou obvykle kýlnaté až křídlaté. Okvětí je vytrvalé a za plodu se zvětšuje. Tyčinek je 8. Semeník nese 3 velmi krátké čnělky zakončené malými kulovitými bliznami. Plodem je vejcovitá, trojhranná nažka, zcela obalená zaschlým okvětím.

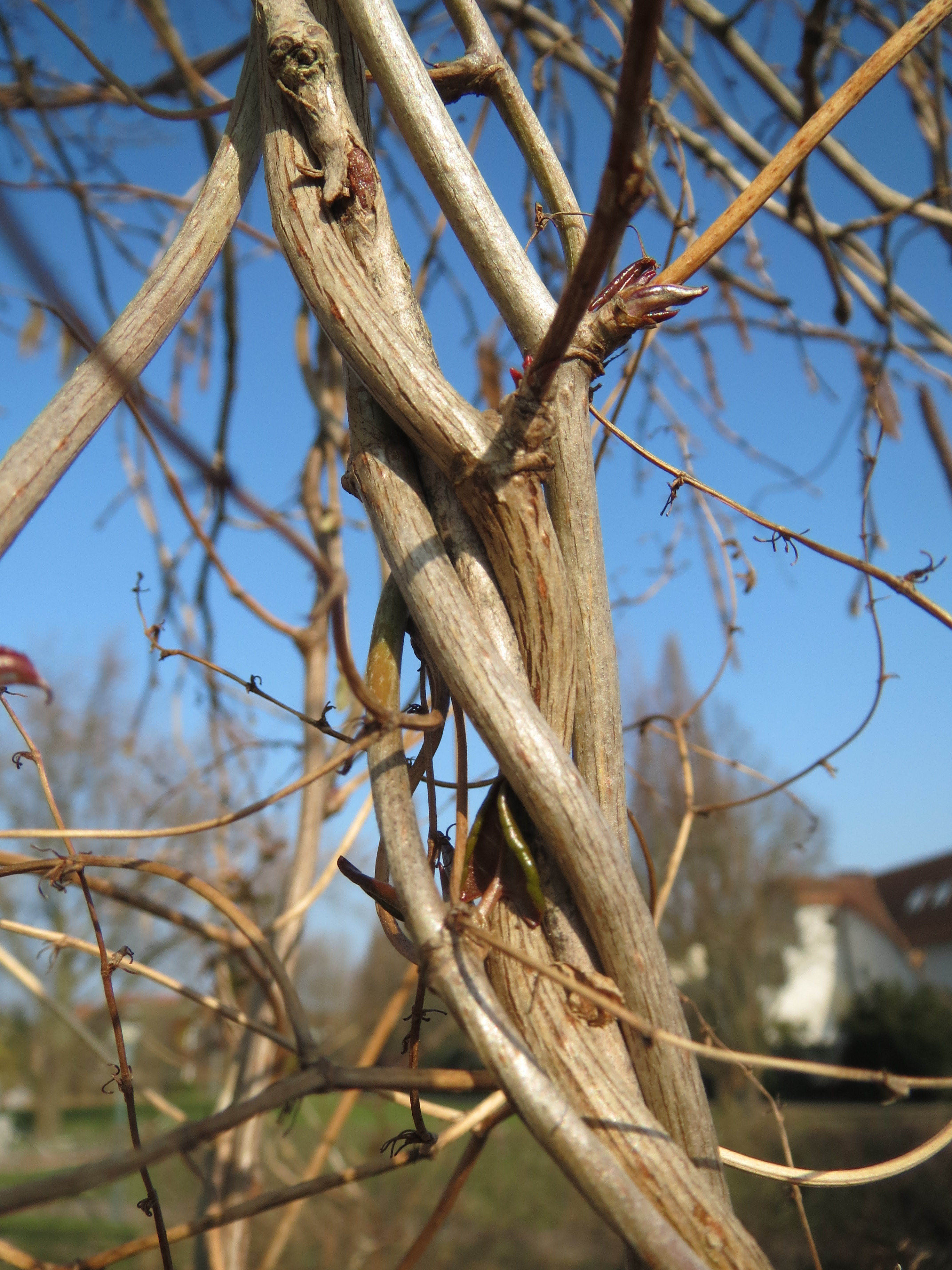
Ovíjivé stonky opletky čínské
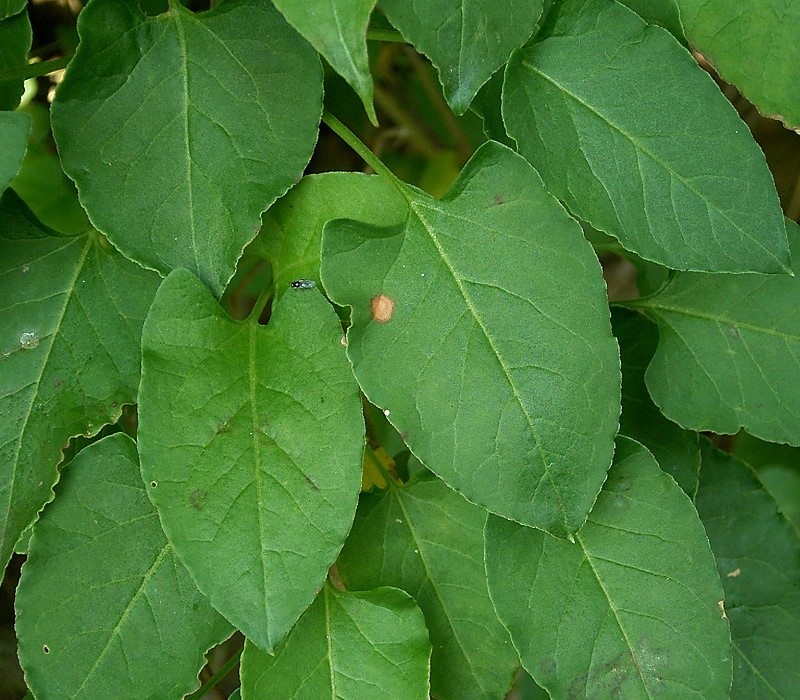
Listy opletky čínské
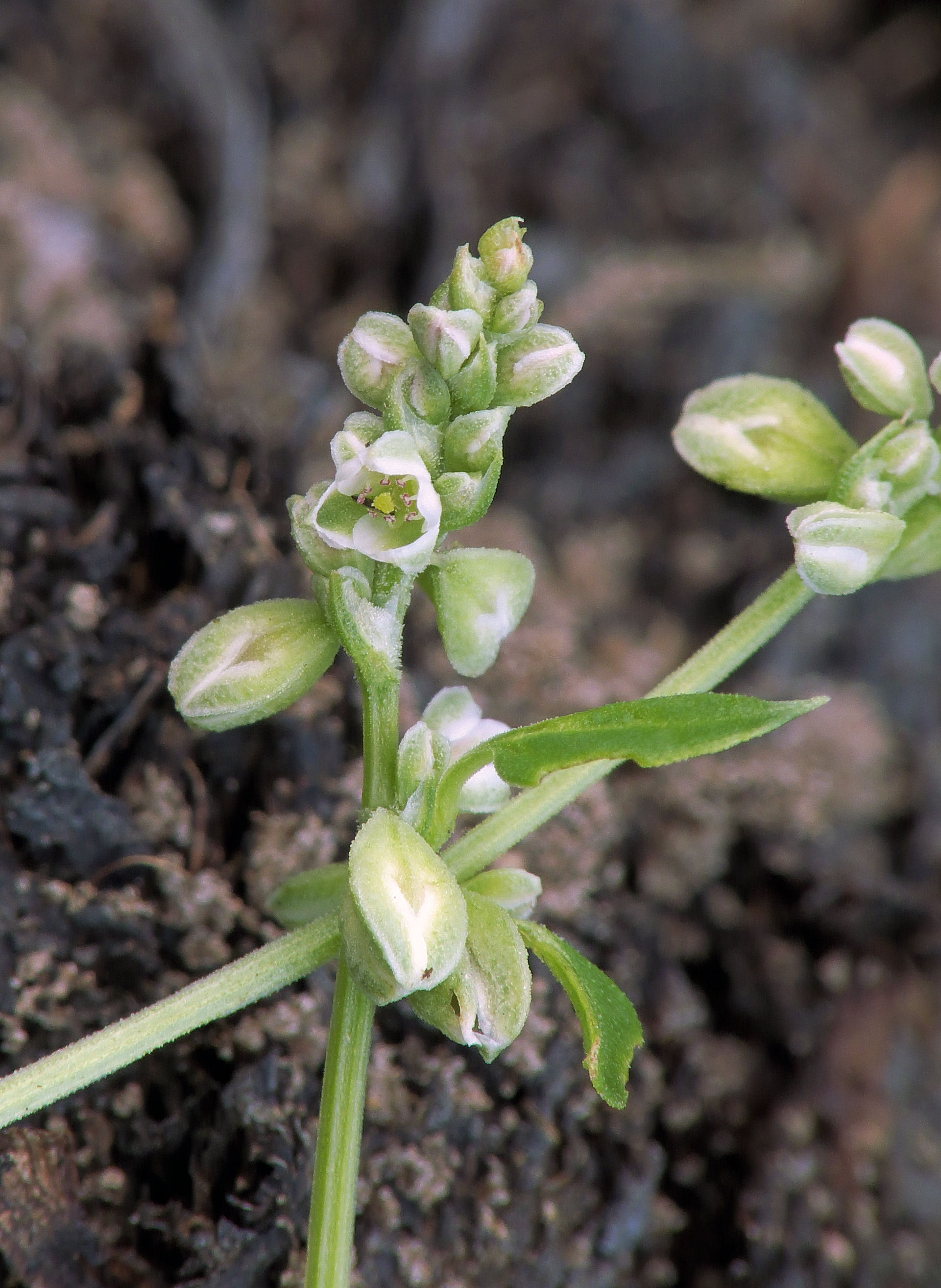
Květy opletky obecné
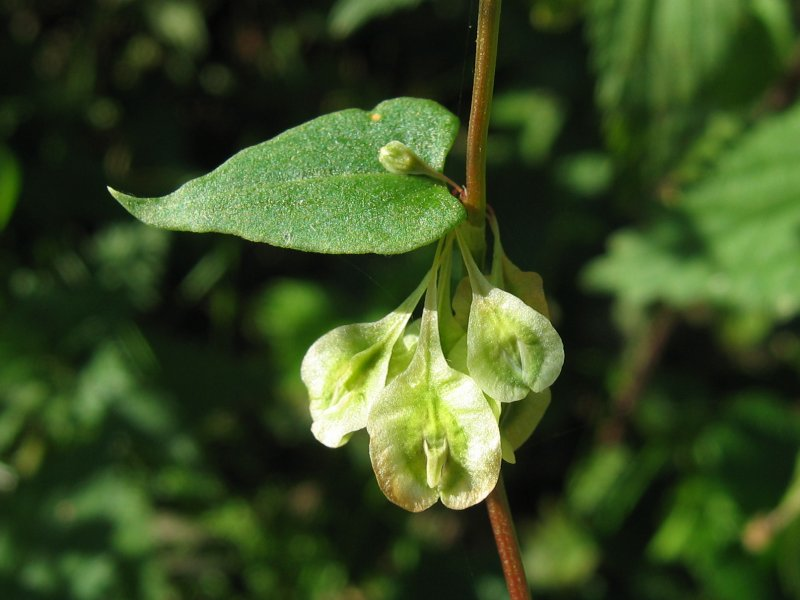
Detail plodů opletky křovištní

## Rozšíření
Rod opletka zahrnuje (v převládajícím pojetí) 7 až 14 druhů. Je rozšířen v mírných oblastech severní polokoule. Nejvíce druhů roste v Asii. V české květeně jsou stejně jako v rámci celé Evropy domácí 2 druhy: opletka obecná (Fallopia convolvulus) a opletka křovištní (F. dumetorum). Tyto 2 druhy se občas na společných stanovištích spontánně kříží, kříženec je znám jako Fallopia x convolvuloides.
Mimo to občas zplaňují některé pěstované druhy, zejména opletka čínská (Fallopia aubertii). V Severní Americe jsou původní druhy Fallopia cilinodis a F. scandens, zdomácněle zde rostou i oba evropské druhy. Opletka obecná byla zavlečena též do jižních oblastí Jižní Ameriky, do severní a jižní Afriky, na Tichomořské ostrovy, Nový Zéland a do Austrálie.

## Ekologické interakce
Květy opletek jsou opylovány hmyzem.

## Taxonomie
Vymezení rodu Fallopia je v literatuře dosud silně neustálené a má za sebou pohnutou historii. V některých starších zdrojích jsou opletky zařazeny do široce pojatého rodu Polygonum (např.), v některých novějších jsou naopak do rodu Fallopia zahrnuty i křídlatky (). Tyto změny taxonomie se odrážejí i v českých názvech, lze se setkat s názvy rdesno Aubertovo, křídlatka čínská a podobně.
Dřevnaté druhy Fallopia aubertii a F. baldschuanica jsou často zaměňovány a F. aubertii je pěstována pod názvem F. baldschuanica. V některých zdrojích (např. ) jsou oba druhy spojovány.

## Zástupci
- opletka bucharská (Fallopia baldschuanica), syn. opletka baldžuánská
- opletka čínská (Fallopia aubertii)
- opletka křovištní (Fallopia dumetorum)
- opletka obecná (Fallopia convolvulus)[1][6][7]

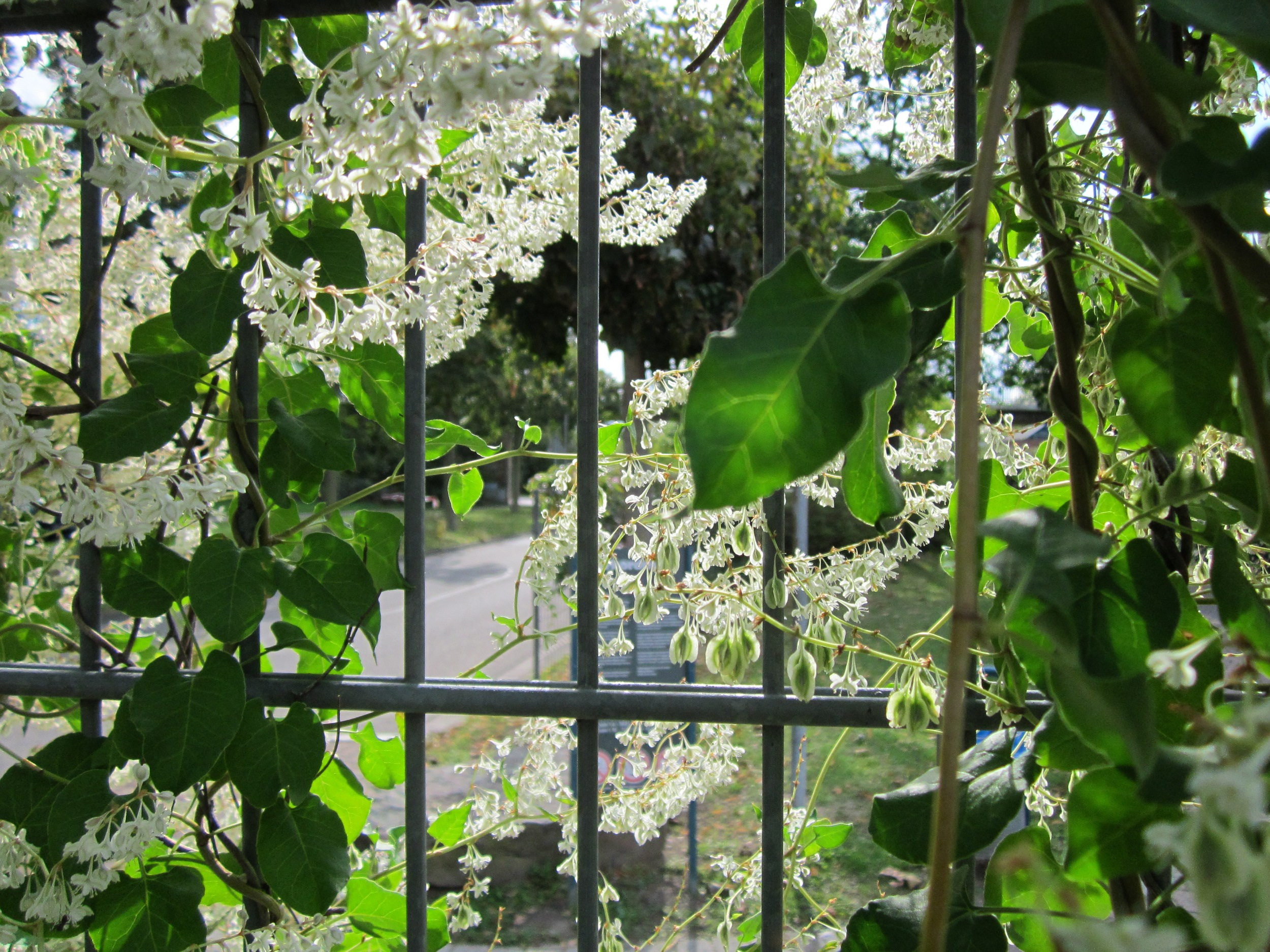
Bohatě kvetoucí opletka čínská

## Význam
Robustní druhy jsou pěstovány jako okrasné dřeviny.
V České republice se pěstuje zejména opletka čínská, mnohem vzácněji i opletka bucharská. Jsou to robustní popínavé dřeviny, vytvářející malebné závěsy. Používají se zejména k ozelenění zdí, velkých teras, pergol, altánů, sloupů a starých stromů. Mohou se intenzivně rozrůstat a stát se nepříjemným plevelem.

## Pěstování
Opletka čínská i opletka bucharská jsou nenáročné popínavé keře, rostoucí na slunci i v polostínu. Rovněž na půdu nejsou vybíravé a rostou i v sušších a chudých půdách. Nejlépe se jim daří na slunném stanovišti s živnou, kyprou půdou. V tuhých zimách mohou namrzat. Vysazují se s kořenovým balem. Kvetou na mladých výhonech, proto je vhodné je čas od času zmladit silnějším seřezáním.
Množí se dřevitými řízky, které se odebírají ze silnějších jednoletých výhonů na začátku zimy ještě před příchodem tuhých mrazů.